# Chmielew (powiat de Węgrów)
Pour les articles homonymes, voir Chmielew.
Chmielew est un village appartenant au district administratif de Korytnica, situé dans le powiat de Węgrów, voïvodie de Mazovie, au centre-est de la Pologne. 
Ce village se trouve à environ 4 kilomètres à l'est de Korytnica, 9 kilomètres à l'ouest de Węgrów (chef-lieu du powiat) et à 66 kilomètres à l'est de Varsovie (capitale de la Pologne).

## Histoire
De 1975 à 1998, le village appartenait administrativement à la voïvodie de Siedlce.